# Простые проценты
Простые проценты — метод расчета процентов, при котором начисления происходят на первоначальную сумму вклада (долга).
Простыми процентами можно считать вклад (долг) только в том случае, если происходит однократная выплата процентов и всей суммы вклада (долга) одновременно, при этом полностью отсутствует возможность досрочной частичной или полной выплаты вклада (долга) и/или полностью отсутствует возможность продления вклада (долга).
При досрочной выплате процентов происходит капитализация процентов, то есть увеличение суммы вклада (долга), значит первоначальная сумма вклада (долга) изменилась, следовательно, применение простых процентов в этом случае бессмысленно, поскольку это уже не простые проценты, а сложные.
Применение простых процентов в этом случае незаконно:
3.5. Проценты на привлечённые и размещённые денежные средства начисляются банком на остаток задолженности по основному долгу, учитываемой на соответствующем лицевом счёте, на начало операционного дня.
Отдельно следует отметить ситуацию, когда происходит изъятие частичной суммы вклада (долга), численно равного выплаченным процентам. В этом случае расчёт процентов происходит не на первоначальную сумму вклада (долга), а на сумму вклада (долга), численно равного первоначальной сумме вклада (долга), а это неверно, поскольку, во-первых, происходит две операции изменения первоначальной суммы вклада (долга) — капитализация процентов (необязательно целое количество копеек) и частичное изъятие (обязательно целое количество копеек), во-вторых, слово «первоначальная» привязано ко времени размещения суммы вклада (получения долга), что противоречит определению.
Таким образом, применение простых процентов на практике возможно только на атомарном (неделимом) уровне. В соответствии с п. 3.6.
Банк должен обеспечить программным путём ежедневное начисление процентов по каждому договору нарастающим итогом с даты последнего отражения в бухгалтерском учёте банка суммы начисленных процентов. Следовательно, в случае получения банковского займа (размещения банковского вклада) простые проценты можно применить только к {\displaystyle {\frac {1}{365}}} или {\displaystyle {\frac {1}{366}}} года в соответствии с п. 3.9.
При начислении суммы процентов по привлечённым и размещённым денежным средствам в расчёт принимаются величина процентной ставки (в процентах годовых) и фактическое количество календарных дней, на которое привлечены или размещены денежные средства. При этом за базу берется действительное число календарных дней в году (365 или 366 дней соответственно).
В соответствии с определением процентной ставки годовая процентная ставка — сумма, указанная в процентном выражении, к сумме кредита, которую платит получатель кредита за пользование им в расчёте на год.
Следовательно,
{\displaystyle Y=(1+D)^{365}-1}
Y — годовая процентная ставка, D — дневная процентная ставка
или в полном соответствии с п. 3.9., а также с в соответствии с :
1. В случае, если дни периода начисления процентов по привлечённым (размещённым) банками денежным средствам приходятся на календарные годы с разным количеством дней (365 и 366 дней соответственно), то начисление процентов за дни, приходящиеся на календарный год с количеством дней 365, производится из расчёта 365 календарных дней в году, а за дни, приходящиеся на календарный год с количеством дней 366, производится из расчёта 366 календарных дней в году.{\displaystyle D={\sqrt[{m}]{1+Y}}-1}

D — дневная процентная ставка
m — общее число дней в году, 365 или 366 (см. Григорианский календарь, ст. 2.п.5).107-ФЗ). Приближенно {\displaystyle m=[366-\{{\frac {y}{4}}\}]} (формула верна до 2100 года)
{\displaystyle y} — год. Квадратные скобки означают наибольшее целое число, не превосходящее данное, {\displaystyle \{{\frac {y}{4}}\}={\frac {y}{4}}-[{\frac {y}{4}}]}.
Точная формула {\displaystyle m=[366-\{{\frac {y}{4}}\}]+[-\{{\frac {y}{400}}\}]-[-\{{\frac {y}{100}}\}]}
Y — годовая процентная ставка